# فرودگاه آبی وینستون چرچیل
فرودگاه آبی وینستون چرچیل (به انگلیسی: Churchill Water Aerodrome) یک فرودگاه همگانی است که یک باند فرود آب دارد. این فرودگاه در کشور کانادا قرار دارد و در ارتفاع ۱۴ متری از سطح دریا واقع شده‌است.